# Djupt i synd jag sjönk alltmer
Djupt i synd jag sjönk alltmer är en psalm med text skriven 1912 av James Rowe och musik skriven 1912 av Howard E Smith. Texten översattes till svenska 1922 av Otto Witt och bearbetades 1987 av Göte Strandsjö.

## Publicerad i
- Segertoner 1988 som nr 511 under rubriken "Att leva av tro - Omvändelse".[1]